# Flor salvaje (película)
Flor salvaje es un largometraje del director y guionista español Javier Setó, que se rodó en 1965 y que estuvo protagonizado por Rosa Morena. La película es una producción íntegramente española,[cita requerida] y además cuenta con la participación de actores como Luis Dávila, Antonio Prieto Puerto y Mónica Randall.

## Sinopsis
La consideraban como una criatura incapaz de sentir, pero llegado el momento supo dar muestras de los sentimientos que encerraba su corazón. Por primera vez, unidos el arte de la canción con la picardía de una muchacha enamorada...

## Reparto
| Intérprete          | Personaje              |
| ------------------- | ---------------------- |
| Rosa Morena         | Carmen                 |
| Luis Dávila         | Eduardo                |
| Mónica Randall      | Cristina               |
| María Pinar         | Reyes                  |
| Iván Tubau          | Vicente                |
| Ricardo Palacios    | Agustín                |
| Erasmo Pascual      | Monsieur Gérard        |
| Manuel Gas          | Teniente guardia civil |
| Daniel Blumer       | Guardia civil          |
| Paul Ellis          |                        |
| Conchita Andradas   |                        |
| José María Caffarel |                        |
| Antonio Prieto      | Miguel                 |